# Szkoła Muzyczna im. Gniesinych
Szkoła Muzyczna im. Gniesinych ros. Музыкальное училище имени Гнесиных – szkoła (w latach 2003—2016 – koledż) muzyczna w Moskwie, przygotowująca absolwentów według programu średniego wykształcenia zawodowego. 
Założona w 1895 przez siostry Jelenę, Jewgieniję i Mariję Gniesine. Od 2011 Wchodzi w skład Rosyjskiej Akademii Muzyki im. Gniesinych. Szkołą kieruje rektor Aleksandr Ryżyński, profesor, doktor historii sztuki.

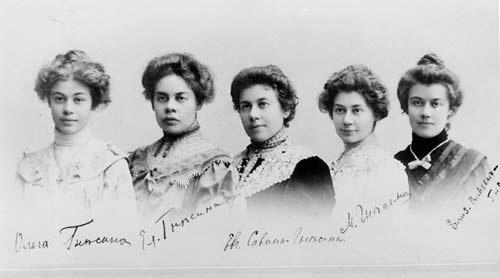
Siostry Gniesiny
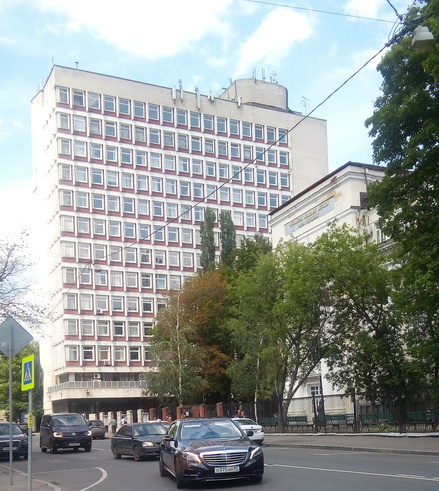
Siedziba

## Absolwenci
- Julianna Awdiejewa – pianistka
- Dima Biłan – piosenkarz
- Aram Chaczaturian – kompozytor
- Tichon Chriennikow – kompozytor
- Piotr Dranga – akordeonista
- Albina Dżanabajewa – piosenkarka z zespołu Nu Virgos
- Polina Gagarina – piosenkarka
- Diana Ghurckaia – piosenkarka
- Jewgienij Gołubiew – kompozytor
- Nadieżda Kadyszewa – piosenkarka
- Filipp Kirkorow – piosenkarz